# Ceratina micheneri
Ceratina micheneri är en biart som beskrevs av Daly 1973. Ceratina micheneri ingår i släktet märgbin, och familjen långtungebin. Inga underarter finns listade i Catalogue of Life.